# Caryospora kutzeri
Caryospora kutzeri – gatunek pasożytniczych pierwotniaków należący do rodziny Eimeriidae z podtypu Apicomplexa, które kiedyś były klasyfikowane jako protista. Występuje jako pasożyt drapieżnych ptaków. C. kutzeri cechuje się tym iż oocysta zawiera 1 sporocystę. Z kolei każda sporocysta zawiera 8 sporozoitów.
Obecność tego pasożyta stwierdzono u raroga górskiego (Falco biarmicus), raroga zwyczajnego (Falco cherrug), raroga indyjskiego (Falco jugger), sokoła preriowego (Falco mexicanus), sokoła wędrownego (Falco peregrinus), białozora (Falco rusticolus), kobuza (Falco subbuteo), pustułki zwyczajnej (Falco tinnunculus) należących do rodziny jastrzębiowatych.